# 1857 ve fotografii

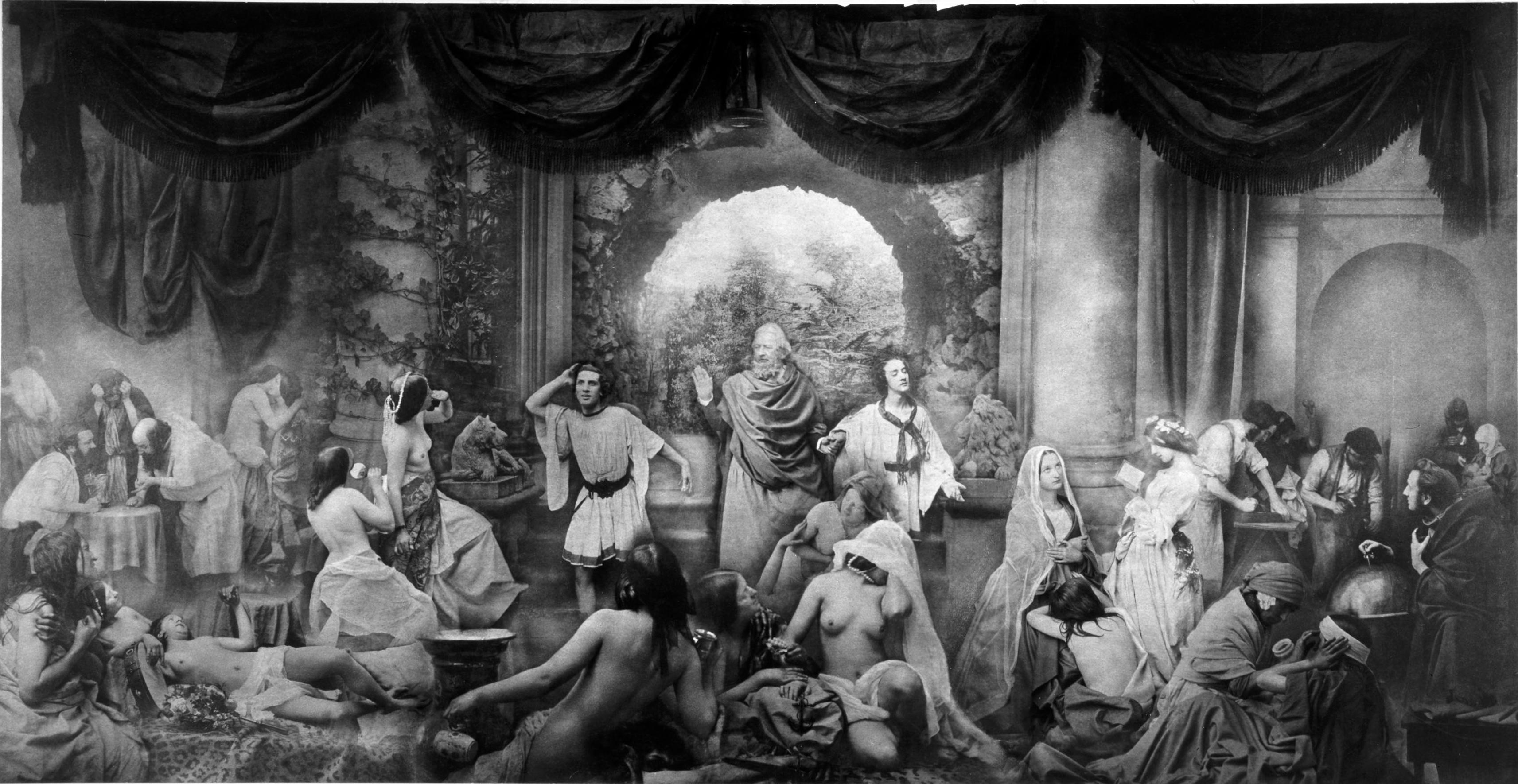
Oscar Gustave Rejlander: Dva způsoby života, vlevo neřesti, vpravo ctnosti, 1857

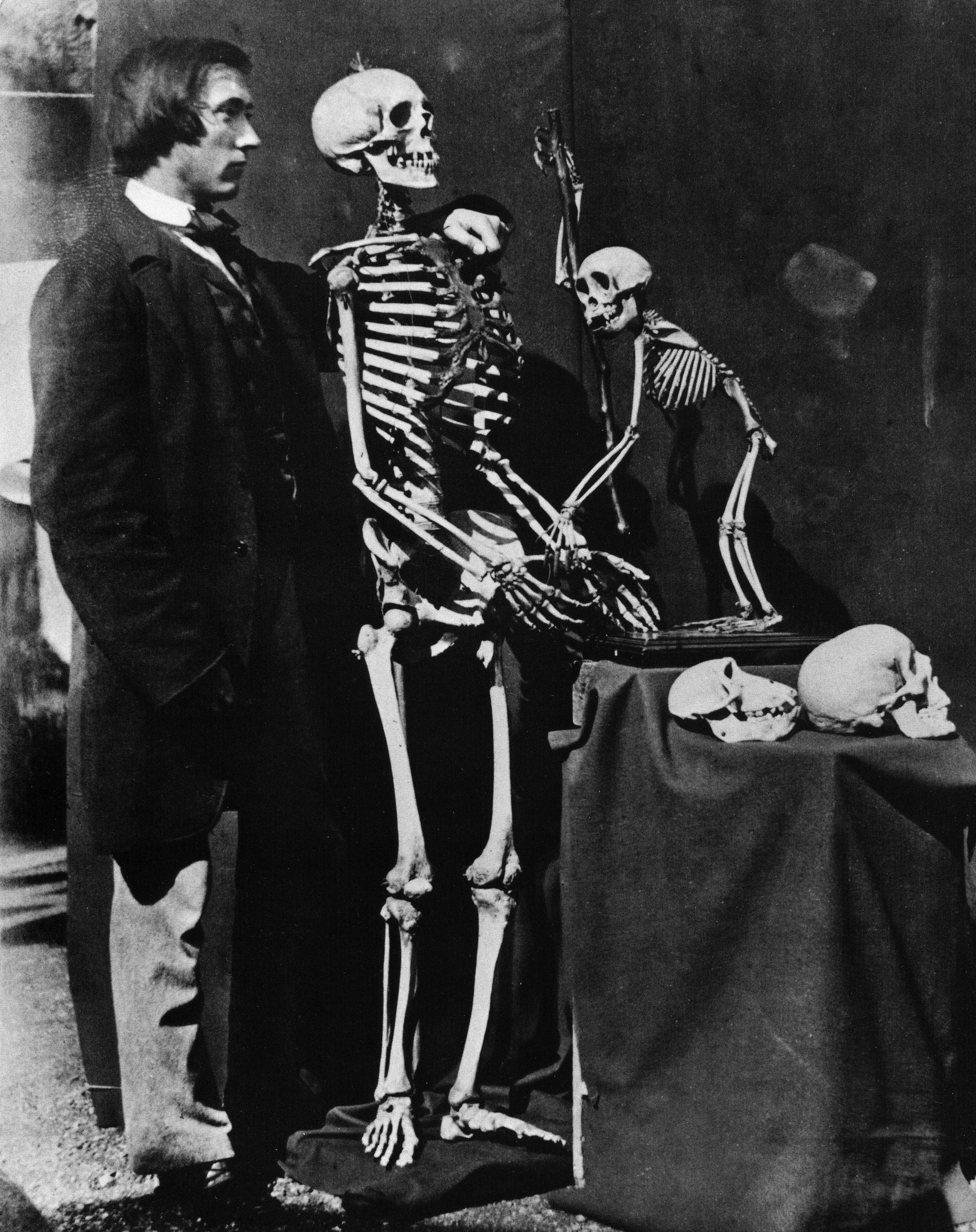
Lewis Carroll: Reginald Southey a kostry, 1857

Tento článek obsahuje významné fotografické události v roce 1857.

## Události

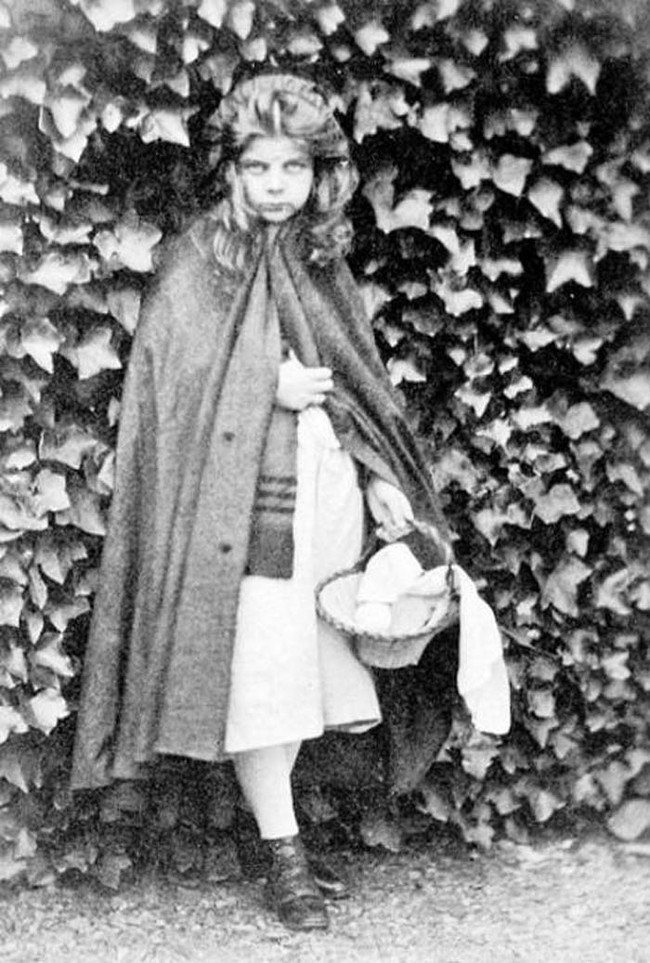
Lewis Carroll pořídil fotografii Červené Karkulky, 1857

- James Clerk Maxwell položil základy teorie barevné fotografie.
- Oscar Gustave Rejlander pořídil alegorickou fotomontáž Dva způsoby života.
- Lewis Carroll pořídil fotografii Červené Karkulky a v červnu snímek Reginald Southey a kostry

## Narození v roce 1857
- 1. ledna – František Oldřich Vaněk, český orientalista, fotograf a propagátor letectví († 2. ledna 1923)
- 6. ledna – Hildegard Lehnertová, německá malířka, fotografka, spisovatelka a ředitelka školy († 1943)
- 22. ledna – Josef Klvaňa, přírodovědec, etnograf, pedagog a fotograf († 13. srpna 1919)
- 12. února – Eugène Atget, francouzský fotograf († 4. srpna 1927)
- 27. února – Albert Meyer, německý dvorní fotograf († 24. srpna 1924)
- 6. dubna – Veniamin Metenkov, ruský fotograf aktivní na Uralu († 9. března 1933)
- 13. dubna – Sarah Ladd, americká fotografka († 30. března 1927)
- 15. května – Christian Gihbsson, švédský fotograf, působící v Norsku († 28. prosince 1902)
- 15. května – Christian Christensen Thomhav, dánský fotograf aktivní v Norsku († 18. července 1943)
- 17. května – Mary Devens, americká fotografka († 13. března 1920)
- 2. června – Severin Worm-Petersen, norský fotograf († 30. prosince 1933)
- 20. července – Camille Aschman, lucemburský lékárník, chemik a fotograf († 23. února 1921)
- 26. července – Paul Lancrenon, francouzský voják a amatérský fotograf († 10. července 1922)
- 5. srpna – Eduard Valenta, rakouský chemik, fotochemik, fotograf a pedagog († 19. srpna 1937)
- 31. srpna – Alice Mary Hughes, britská portrétní fotografka († 4. dubna 1939
- 12. září – George Hendrik Breitner, nizozemský malíř a fotograf († 5. června 1923)
- 28. října – James Aurig, německý fotograf († 19. prosince 1935)
- 12. listopadu – Constant Puyo, francouzský fotograf († 6. října 1933)
- 26. prosince – William B. Post, americký fotograf († 12. června 1921)
- ? – Elmer Chickering, americký fotograf († 1915)
- ? – René Le Bègue, francouzský fotograf († 1914)
- ? – Alfred Konstantinovič Fedeckij, ruský fotograf († 21. července 1902)
- ? – Pau Audouard, španělský fotograf († 1918)
- ? – Ema Spencerová, amatérská fotografka z Newarku v Ohiu, po boku Clarence H. Whitea jednou ze spoluzakladatelů amatérského fotografického klubu Newark Camera Club (1. března 1857 – 30. září 1941)
- ? – František Topič, český knihovník, muzejník a fotograf dlouhodobě působící v Rakouskem-Uherskem okupované Bosně 30. července 1857 – 25. dubna 1938)

## Úmrtí v roce 1857
- 1. května – Frederick Scott Archer, britský fotograf (* 1813)
- 28. května – John Plumbe, fotograf a železniční stavitel (* 13. července 1809)